# Sibirisk tiger
Den sibiriska tigern eller amurtigern (Panthera tigris altaica) är en underart till tigern och det största nu levande kattdjuret (framavlade hybrider undantagna). Den lever i sydöstra Rysslands (Sibiriens) och Nordkoreas björkskogar men också i barrskog. Klimatet där den sibiriska tigern lever är mycket kallt på vintrarna. De varma månaderna är svala i den norra delen och något mer tempererade längre ned i landet i Manchuriet. Åttio procent av alla tigrar som finns kvar lever i reservat. Dess största fiender är människan och andra tigrar.
Den sibiriska tigern listas av IUCN som starkt hotad. Populationen har dock ökat något sedan 1990-talet då antalet djur var nere på cirka 350. 2018 beräknas det finnas cirka 540 sibiriska tigrar. På bland annat Kolmårdens djurpark och Nordens Ark bedrivs det försök att rädda den sibiriska tigern/amurtigern från utrotning genom avelsförsök och genförstärkning genom utbyte av individer med andra avelsanläggningar och djurparker.

## Beskrivning
Pälsen är ljus, halsen och magen är vita och ränderna är glesa och snarare bruna än svarta. Tigerhanarna är 90–105 centimeter höga vid skuldran och har en kroppslängd på 190–220 centimeter. Svansen för en fullvuxen hane är ungefär 100 centimeter. Vikten är i genomsnitt 200–300 kilogram för hanarna och 100–180 kilogram för honorna, största påträffade vikt i vilt tillstånd var för en hane på 384 kilogram. Anledningen till den stora vikten hos hanarna är deras stora fettmassa och den tjocka pälsen för att klara kylan. När den rusar fram i snön kan hastigheten bli upp till 67 kilometer i timmen.[källa behövs] Tigern är ungefär 10 gånger starkare än en normal människa och har en livslängd på cirka 15 år.

## Utbredning
Sibirisk tiger återfinns i östra Ryssland och Kina, huvudsakligen i de bergiga områdena i östra Ryssland (området mellan Amurfloden och östra Stillahavskusten). Den lever i miljöer med kalla vintrar och har som anpassning ett tjockare fettlager och en längre päls än andra tigrar.

## Hot mot arten
Malda tigerben har i kinesisk läkekonst ansetts vara stärkande och bra för potensen. Efterfrågan på tigerben och den vackra pälsen har medfört en omfattande tjuvjakt.
Sibiriska tigrar har territorier där de revirmarkerar stora områden, det kan vara 1000 kvadrakilometer stort. En anledning till det är att det inte finns så gott om mat där tigern lever och eftersom tigern är så stor behöver den mer mat än andra djur. Hanar har större revir än honor.
När den sibiriska tigern är vaken ägnar den sin tid åt att söka efter byten och den jagar på nätterna. Vanliga byten är hjortar, vildsvin, fisk, gnagare, fåglar, apor, oxdjur och även björnar. Den sibiriska tigern har få fiender.

## Bildgalleri

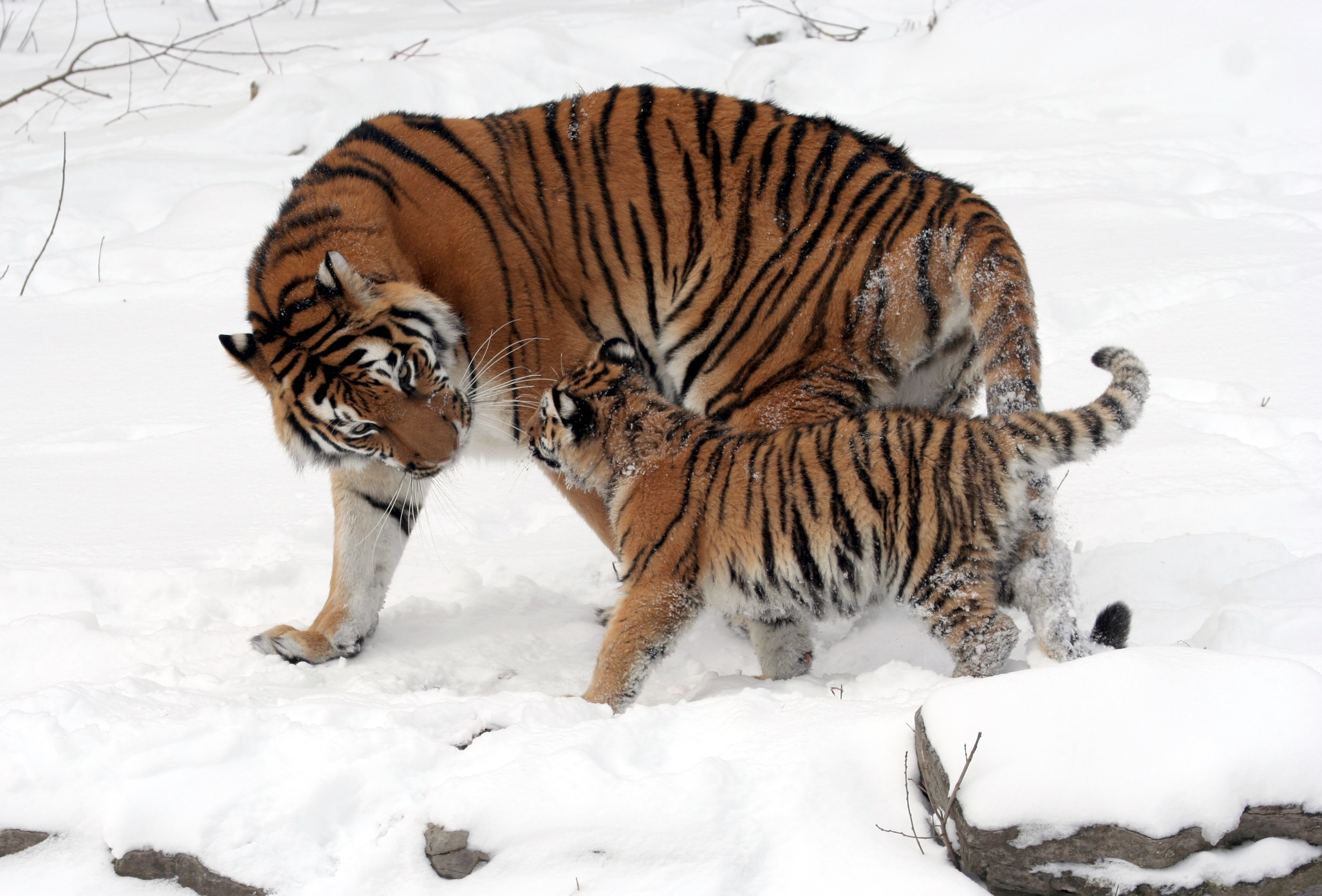
Tigerhona med unge på Buffalo Zoo
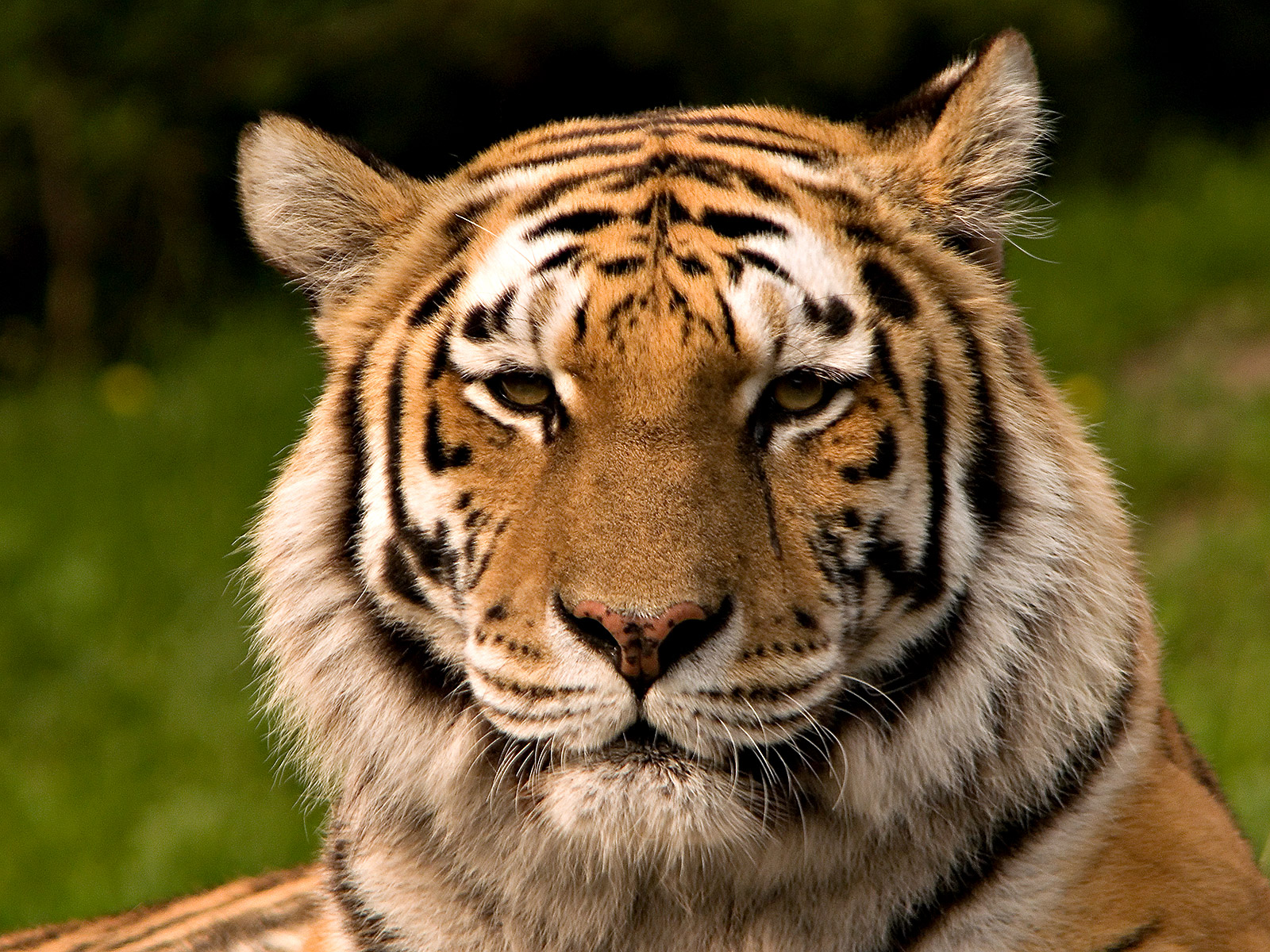
Sibirisk tiger
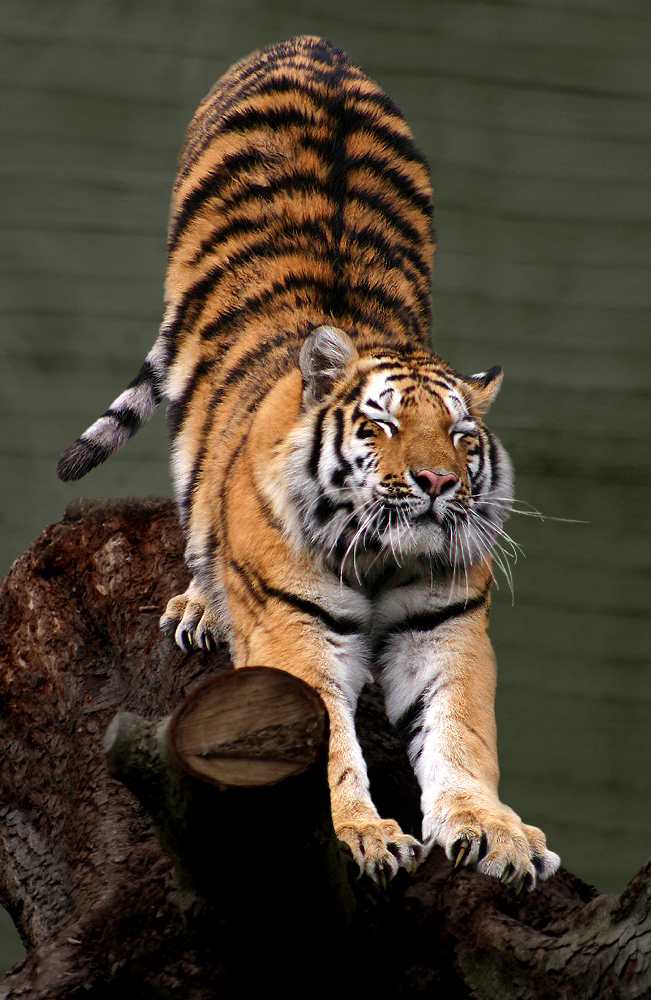
Aalborgs zoo, Danmark
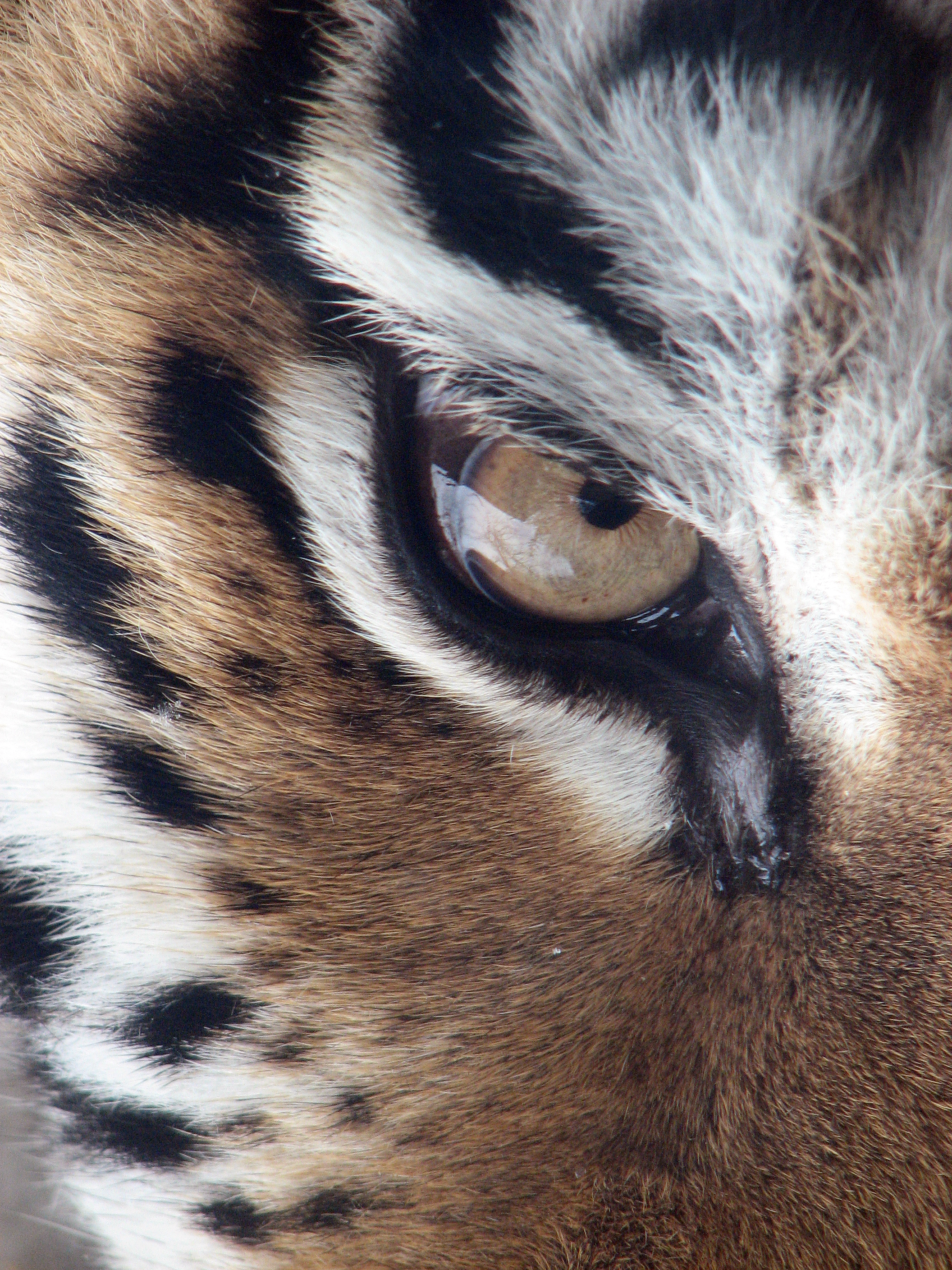
Ett tigeröga fångat vid Pittsburgh Zoo